# Kopfbinden-Zwergnatter
Die Kopfbinden-Zwergnatter (Eirenis modestus) ist eine Schlangenart aus der Familie der Nattern.

## Beschreibung
Diese Schlange ist mit einer Gesamtlänge von 50 bis 60 Zentimetern eine eher kleine Natter, während sie zu den größeren Vertretern der Gattung der Zwergnattern zählt. Die Männchen haben in Relation zur Kopf-Rumpf-Länge einen etwas längeren Schwanz als die Weibchen. Ihr Kopf ist kaum von Hals und Körper abgesetzt, die Schnauze stumpf gerundet. Die Pupillen sind, charakteristisch für Nattern, rund. Die Farbe der Oberseite und der Seiten ist meist hellbraun, graubraun oder rötlich-beige. Der Bauch ist gelb oder weißlichgrau. Auf dem Kopf findet sich eine typische schwarze Zeichnung, die jedoch im Alter vollständig verblassen kann. Diese besteht aus fünf Bändern auf Höhe der Nase, der Augen, den Scheitelschilden (siehe Schlangenschuppenbezeichnungen) und um den Hals. Das Augenband ist M-förmig, das Scheitelband ist halbmondförmig. Von der nahen verwandten Halsband-Zwergnatter (Eirenis collaris), die nur ein breites Halsband hat, ist sie daher gut zu unterscheiden.
Um die Körpermitte besitzt sie 17, sehr selten auch 19 Rückenschuppenreihen während Eirenis collaris nur 15 Rückenschuppenreihen hat. Die Schuppen sind glatt. Männchen haben 155–183 Bauchschuppen und 62–81 Schuppen auf der Schwanzunterseite (Scutum subcaudale), Weibchen dagegen 170–191 Bauchschuppen und 60–74 Subcaudalia.

## Vorkommen

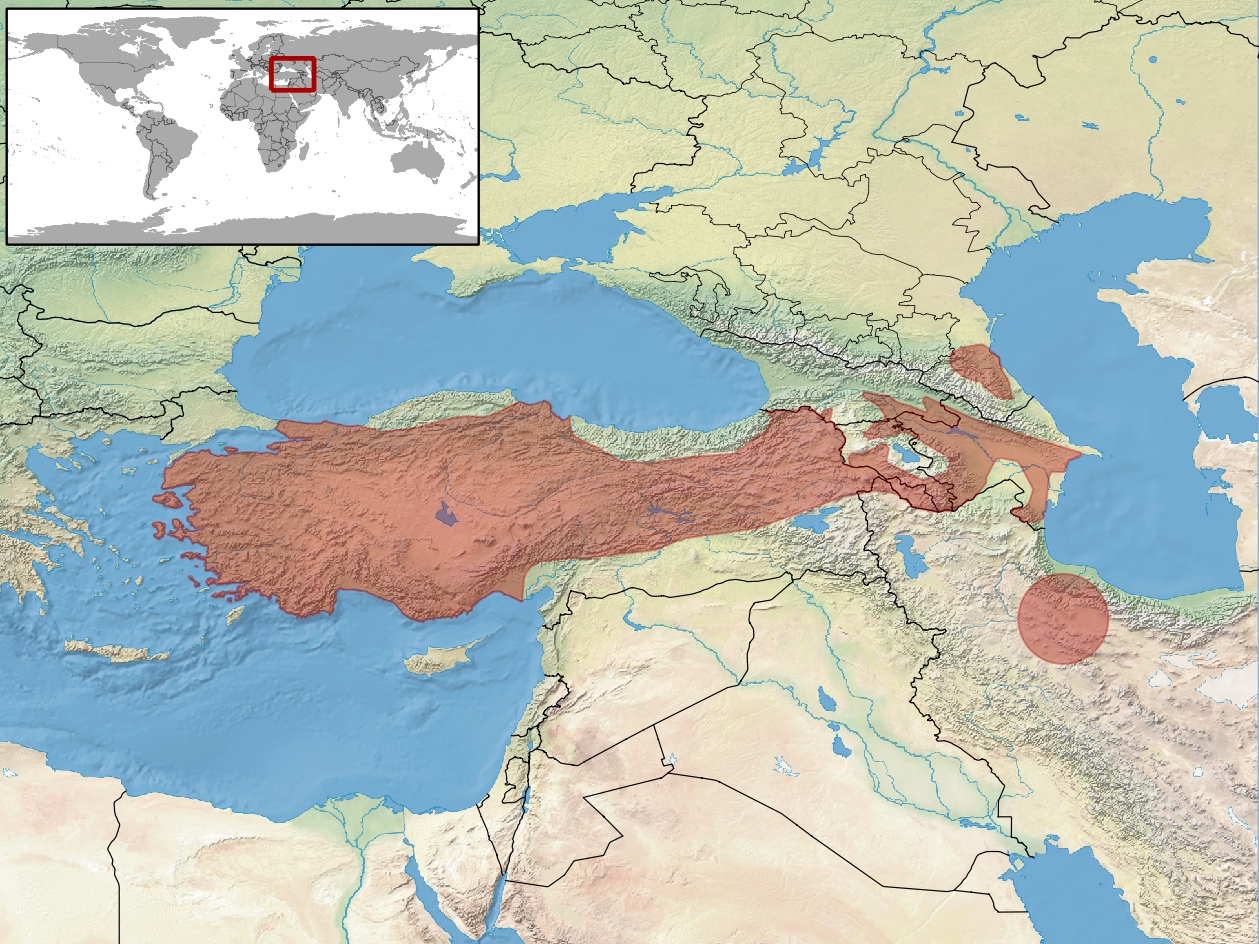
Verbreitungsgebiet nach IUCN

Die Kopfbinden-Zwergnatter kommt in Westasien in der Türkei, in der Kaukasusregion (Georgien, Armenien, Aserbaidschan, Dagestan), in Syrien, im Irak und im Iran vor. In Europa lebt sie im europäischen Teil der Türkei und auf einigen Ägäisinseln (Lesbos, Chios, Samos, Alatonisi, Leros, Kalymnos und Symi) und ist damit neben Eirenis collaris eine der beiden europäischen Zwergnattern. In der Terra typica, der Stadt Trabzon im Nordosten der Türkei, wurde sie seit ihrer Erstbeschreibung nicht erneut aufgefunden.

## Lebensweise

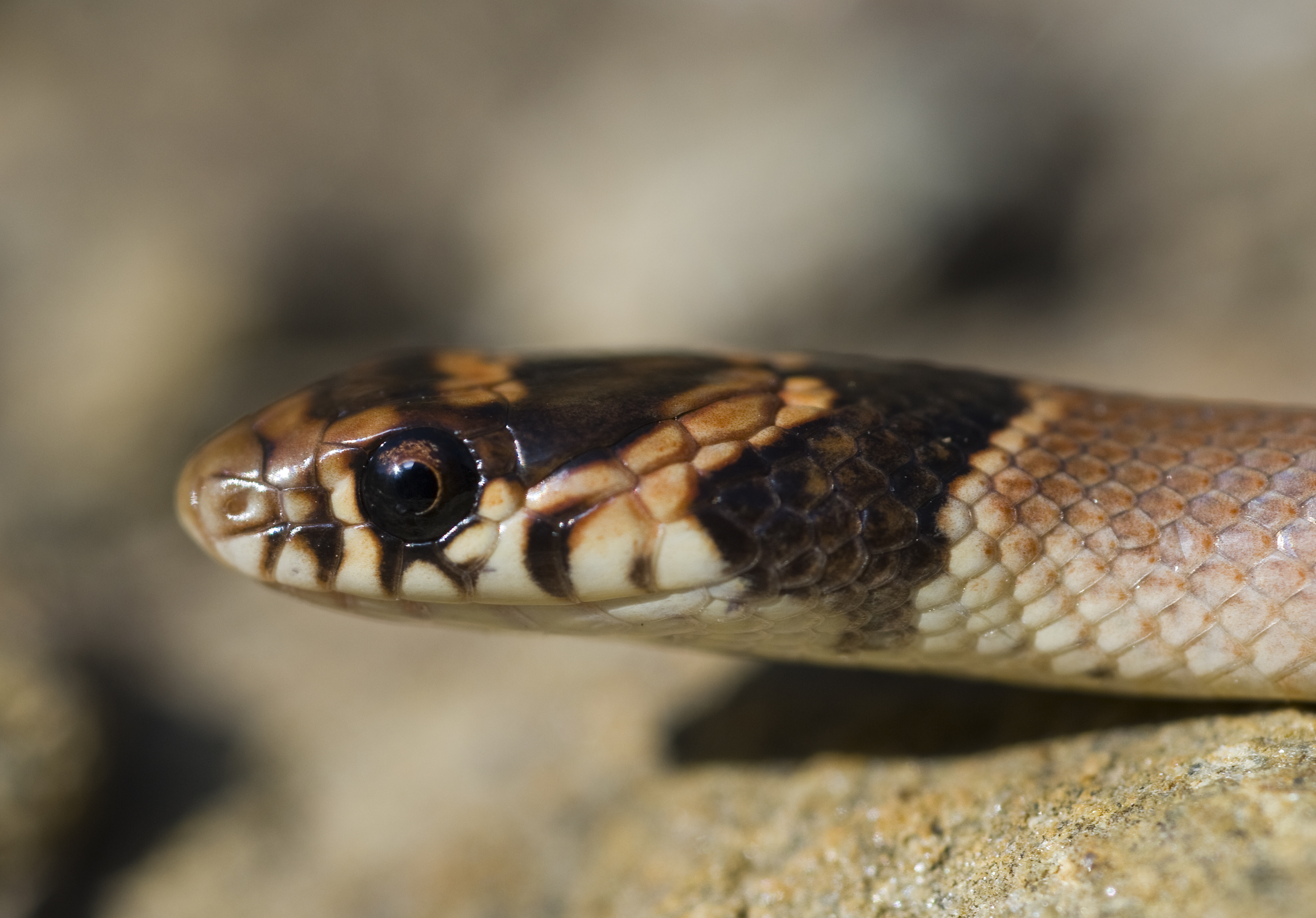
Jungtier mit für die Jugendzeichnung typischer „Kopfbinde“ (Samos)

Die Kopfbinden-Zwergnatter bevorzugt trockene, seltener auch leicht feuchte Lebensräume, vor allem steiniges, mit Büschen oder lichten Wäldern bestandenes Gelände. Sie wurde bis in Höhen von 1800 Metern nachgewiesen. Während der heißen Tageszeit hält sie sich in Erdhöhlen, Felsspalten oder unter hohlliegenden Steinen verborgen. Sie ernährt sich in der freien Wildbahn hauptsächlich von Insekten, Tausendfüßern und Spinnentiere. In Gefangenschaft ist das Nahrungsspektrum unspezifischer und hauptsächlich durch die Größe der Beute beschränkt.
Im Juni bis Juli legt die Kopfbinden-Zwergnatter 3–8 Eier, aus denen im September 10–12 cm große Jungtiere schlüpfen.

## Unterarten
- Eirenis modestus modestus (Martin, 1838)
- Eirenis modestus semimaculatus (Böttger, 1876)
- Eirenis modestus cilicius (Schmidtler, 1993)

In Südanatolien um Mersin lebt Eirenis modestus semimaculatus sympatrisch mit der nächstverwandten Art Eirenis aurolineatus.